# Claire Constant
Pour les articles homonymes, voir Constant.
Claire Constant, née le 13 octobre 1999 aux États-Unis, est une footballeuse internationale haïtienne évoluant au poste de défenseure centrale,. Elle est reconnue pour sa solidité défensive et son engagement sur le terrain, ce qui lui a valu le surnom de « Cyborg » par ses coéquipières de l'équipe nationale haïtienne.

## Biographie

### Jeunesse et formation
Née aux États-Unis, Claire Constant est la fille aînée du révérend Joseph Murrentz Constant, un ancien footballeur et prêtre de l'Église épiscopale originaire de Mirebalais, en Haïti. C'est son père qui lui a transmis sa passion pour le football.
Claire Constant a commencé sa carrière de footballeuse en 2013 au sein du club McLean ECNL 99, où elle a occupé le poste de capitaine pendant quatre ans. En 2016, elle a guidé son équipe de T.C. Williams High School au titre de champion de district en Virginie. En 2017, elle a reçu la distinction Gatorade Player of the Year pour ses performances sportives et son excellence académique.

### Carrière en club
Après avoir joué pour l'équipe universitaire des Virginia Cavaliers aux États-Unis, Claire Constant a rejoint en février 2023 le SCU Torreense, un club de l'élite du football féminin portugais. Elle a annoncé son départ des Virginia Cavaliers via son compte Instagram en déclarant : « La fin d'une grande histoire».

### Parcours en sélection nationale
Claire Constant a intégré la sélection haïtienne de football féminin en 2022. Son arrivée a été facilitée par Ernst Jean-Baptiste, une figure du football haïtien résidant aux États-Unis, qui l'a mise en contact avec le staff technique haïtien.
Elle a rapidement su s'imposer en défense centrale, formant une charnière solide avec Kethna Louis lors du championnat féminin de la CONCACAF à Monterrey (Mexique) en juillet 2022, et avec Tabita Joseph lors des barrages intercontinentaux en Nouvelle-Zélande en février 2023. Ces performances ont contribué à la qualification historique d'Haïti pour la Coupe du monde féminine de la FIFA 2023.
Le 1er juin 2023, Claire Constant a annoncé sur Instagram qu'elle ne pourrait pas participer à la Coupe du monde féminine de la FIFA 2023 en raison d'une blessure aux ligaments croisés. Elle a exprimé sa déception en déclarant : « J'ai toujours rêvé de disputer une phase finale de Coupe du monde, mais cette blessure m'empêche de réaliser ce rêve».